# Седлець (гміна)
Гміна Седлець (пол. Gmina Siedlec) — сільська гміна у північно-західній Польщі. Належить до Вольштинського повіту Великопольського воєводства.
Станом на 31 грудня 2011 у гміні проживало 12420 осіб.

## Територія
Згідно з даними за 2007 рік площа гміни становила 205.06 км², у тому числі:
- орні землі: 63.00%
- ліси: 27.00%

Таким чином, площа гміни становить 30.15% площі повіту.

## Населення
Станом на 31 грудня 2011:
| Опис     | Загалом | Загалом | Чоловіки | Чоловіки | Жінки | Жінки |
| -------- | ------- | ------- | -------- | -------- | ----- | ----- |
| одиниця  | осіб    | %       | осіб     | %        | осіб  | %     |
| все      | 12420   | 100     | 6138     | 49.42    | 6282  | 50.58 |
| міське   | 0       | 100     | 0        |          | 0     |       |
| сільське | 12420   | 100     | 6138     | 49.42    | 6282  | 50.58 |

## Сусідні гміни
Гміна Седлець межує з такими гмінами: Бабімост, Вольштин, Збоншинь, Карґова, Новий Томишль, Раконевіце.